# Bounce (spelserie)
Bounce är en spelserie, och tillhör de första äventyrsspelen för mobiltelefoner och andra mobila enheter. Spelen är utvecklade av finska Rovio Mobile. Det gemensamma med de olika spelutgåvorna är att spelaren styr en liten röd boll som studsar, därav namnet bounce (engelska: "studsa").
Än så länge har det släppts fem Bounce-spel. På Mobile World Congress 2010 tillkännagav Rovio att ett nytt spel är på väg.

## Titlar
| Titel               | Plattform | Distribution            | År   | Kommentarer |
| ------------------- | --------- | ----------------------- | ---- | --- |
| Bounce              | Java ME   |                         |      | Endast för telefoner med knappsats. |
| Bounce Boing Voyage | Symbian   | N-Gage 2.0              | 2009 | |
| Bounce Touch        | Symbian   | N-Gage 2.0              | 2009 | |
| Bounce Tales        | Java ME   |                         | 2009 | Endast för telefoner med knappsats. |
| Bounce Evolution    | Maemo     | Ovi Butik, Maemo Select | 2009 | Singleplayerspel i tredjepersonsperspektiv. Första spelet i serien som bygger på 3D-accelerering med hjälp av OpenGLES 2.0. Använder sig av telefonens inbyggda accelerometer. Består av två banor. Den första utspelar sig på en vacker ö med vattenfall, vattenkvarnar och dylika skapelser, där målet är att samla ihop alla utspridda äpplen. Den andra banan utspelar sig på en framtida racerbana, där syftet är att rulla sin röda boll så långt som möjligt på optimal tid. |
| Bounce Boing Battle |           |                         |      | |